# Senna cana
Senna cana är en ärtväxtart som först beskrevs av Christian Gottfried Daniel Nees von Esenbeck och Carl Friedrich Philipp von Martius, och fick sitt nu gällande namn av Howard Samuel Irwin och Rupert Charles Barneby. Senna cana ingår i släktet sennor, och familjen ärtväxter.

## Underarter
Arten delas in i följande underarter:
- S. c. calva
- S. c. cana
- S. c. hypoleuca
- S. c. phyllostegia
- S. c. pilosula